# Wrattige venusschelp
De wrattige venusschelp (Venus verrucosa) is een tweekleppigensoort uit de familie Veneridae. De wetenschappelijke naam van de soort is gepubliceerd in 1758 door Linnaeus in de tiende editie van Systema naturae.

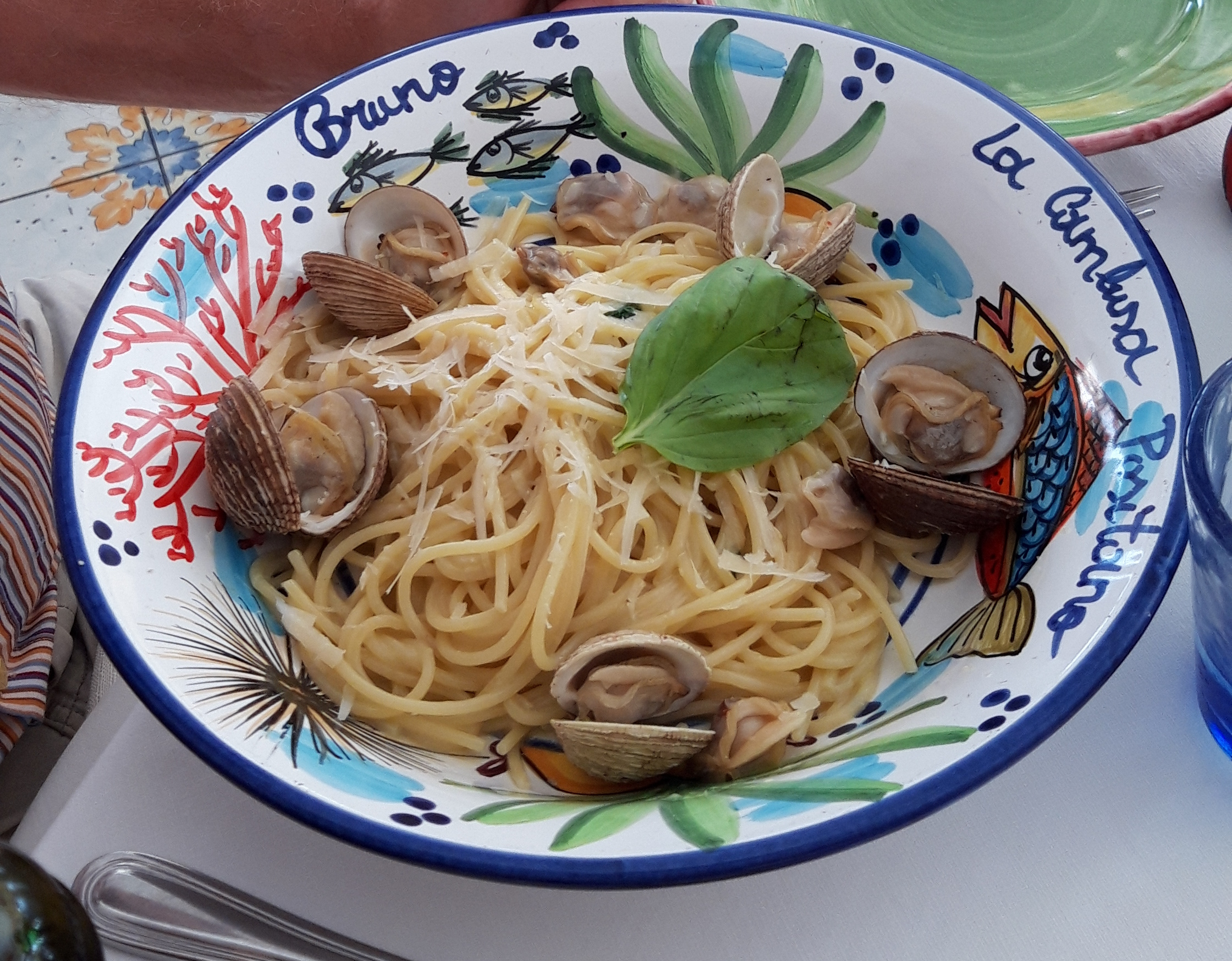
Tartufo di mare in een restaurant in Positano

In Italië wordt deze zeevrucht gegeten als tartufo di mare (zeetruffel).

Venus verrucosa verrucosa Rechter klep
Venus verrucosa verrucosa Linker klep

Venus verrucosa simulans Rechter klep
Venus verrucosa simulans Linker klep